# Ryszard Raduszewski
Ryszard Raduszewski (ur. 14 lipca 1931 w Łodzi, zm. 17 grudnia 1999) – polski scenarzysta i reżyser filmów dokumentalnych i animowanych. 
Popularny ze swej jedynej filmowej roli ciemnoskórego Abrahama Lincolna, stypendysty z Harvardu w serialu Alternatywy 4.